# Kyrktornsprincipen
Kyrktornsprincipen är en affärsprincip där man låter kretsen av affärskontakter vara begränsad till det lokala samhället. Begreppet kan tillämpas på alla affärsverksamheter i lokalsamhället, men är vanlig exempelvis där det gäller bankväsendet och dess kreditgivning. Kyrktornsprincipen begränsar sig till den bygd man kan se från toppen av det lokala kyrktornet, det vill säga i grunden samma princip som den italienska kampanilismen.

## Europa
Kyrktornsprincipen är av tyskt ursprung och innebär ett beroendeförhållande till det lokala samhället för bägge parter i en affärsrelation. Detta gäller även mellan två parter som inte är varandras jämlikar som exempelvis mellan en bank som kreditgivare och en bankkund som låntagare. Det lokala samhället innebär ett mått av social kontroll genom personliga kontakter som knappast är möjlig att upprätthålla utan samma personliga relationer och ömsesidiga beroende till varandra.  I praktiken innebär detta också ett avsteg i förhållande till den konkurrens som vanligtvis präglar en marknadsekonomi. Även om det skulle finnas marknadsandelar att vinna för banken, och möjlighet att låna till lägre räntor för kunderna så håller sig bägge till den lokala marknaden så länge man följer kyrktornsprincipen.

## Sverige
Inom svenskt finansväsen präglades kreditgivningen inom spar- och föreningsbanksrörelserna under lång tid av kyrktornsprincipen. De sparbanker som bildades från 1820-talet och framåt täckte ofta en socken och där var gäldenärerna tvungna att åtminstone varje söndag titta bankkamreren i ögonen på kyrkbacken vid sockenkyrkan. Detta kunde hålla kreditförlusterna på en låg nivå, men det innebar samtidigt en form av diskriminering som gjorde det svårt för utsocknes att få tillgång till krediter. Det var inte nödvändigtvis så att varje socken hade tillgång till en egen bank.
Avregleringen av kreditmarknaderna i Sverige 1985 och den följande finanskrisen under första hälften av 1990-talet innebar också en våg av banksammanslagningar och en avveckling av de förutsättningar där kyrktornsprincipen varit vägledande.
Mellan år 2010 och 2019 las 622 bankkontor ner i Sverige, dessa nedläggningar av bankkontor kan ses som slutet för kyrktornsprincipen för banker i Sveriges. 